# Presqu'île du Croisic
 (juillet 2018).
Si vous disposez d'ouvrages ou d'articles de référence ou si vous connaissez des sites web de qualité traitant du thème abordé ici, merci de compléter l'article en donnant les références utiles à sa vérifiabilité et en les liant à la section « Notes et références ».
La presqu'île du Croisic désigne une presqu'île de l'ouest du département de la Loire-Atlantique en France, constituée des territoires des communes du Croisic à l'ouest, de Batz-sur-Mer au centre et du Pouliguen à l'est, lesquelles forment également le canton du Croisic. Elle est constitutive du territoire plus vaste de la presqu'île guérandaise.

## Présentation
Elle mesure environ 10 km de longueur sur une largeur variant d'environ 750 m à 3,5 km.
Au sud, la presqu'île est bordé par l'océan Atlantique et sa côte sauvage, tandis qu'au nord se trouvent les marais salants de Guérande. Ces deux étendues d'eau communiquent entre elles par un bras de mer dénommé « Grand Traict du Croisic » situé au nord-ouest de la presqu'île et qui la sépare de la pointe de Pen-Bron. À l'est de la presqu'île, l'étier du Pouliguen qui relie les marais salants à la baie du Pouliguen baignée par l'océan, marque la limite entre la commune du Pouliguen et celle de La Baule-Escoublac.